# Семенова Галина Володимирівна
Гали́на Володи́мирівна Семе́нова (24 серпня 1937, місто Смоленськ, тепер Російська Федерація — 19 листопада 2017, місто Москва) — радянська державна діячка, журналістка, секретар ЦК КПРС. Кандидат філософських наук. Член ЦК КПРС у 1990—1991 роках. Член Політбюро ЦК КПРС та секретар ЦК КПРС з 13 липня 1990 по 23 серпня 1991 року. Народний депутат СРСР у 1989—1991 роках.

## Життєпис
Народилася в родині військовослужбовця, полковника радянської армії.
У 1959 році закінчила факультет журналістики Львівського державного університету імені Івана Франка.
У 1959—1963 роках — літературний працівник, завідувач відділу редакції одеської обласної комсомольської газети «Комсомольское племя».
У 1963—1965 роках — завідувач відділу редакції газети ЦК ЛКСМ України «Комсомольская искра» по зоні Одеської, Миколаївської, Херсонської та Кримської областей.
Член КПРС з 1965 року.
У 1965—1974 роках — літературний працівник, завідувач відділу, відповідальний секретар, у 1974—1978 роках — головний редактор журналу ЦК ВЛКСМ «Комсомольская жизнь».
У 1978—1981 роках — аспірантка Академії суспільних наук при ЦК КПРС.
У 1981—1990 роках — головний редактор журналу «Крестьянка».
13 липня 1990 — 23 серпня 1991 року — секретар ЦК КПРС.
З серпня по грудень 1991 року працювала консультантом в апараті президента СРСР Михайла Горбачова. 
З 1993 року — віцепрезидент інформаційної співдружності «Атлантида», головний редактор журналу «Атлантида», співголова дослідницької асоціації «Жінки та розвиток» у місті Москві. Член Спілки журналістів Москви та Російського філософського товариства, член Опікунської ради Московського центру «Соціальне партнерство».
Померла 19 листопада 2017 року. Похована в Москві на Ново-Архангельському цвинтарі.

## Нагороди і звання
- орден Дружби народів
- орден «Знак Пошани»
- медалі
- почесні знаки ВЛКСМ, Міжнародної демократичної федерації жінок, почесний диплом уряду Москви.